# Leptadenia hastata
Leptadenia hastata är en oleanderväxtart. Leptadenia hastata ingår i släktet Leptadenia och familjen oleanderväxter.

## Underarter
Arten delas in i följande underarter:
- L. h. hastata
- L. h. meridionalis